# Zak Cummings
Zak Cummings  (født 2. august 1984 i Irving i Texas i USA) er en amerikansk MMA-udøver, der i øjeblikket konkurrerer i middleweight-divisionen i Ultimate Fighting Championship (UFC).
Han har været professionel kæmper siden 2007 og han har også tidligere konkurreret i Strikeforce, MFC, Titan FC og Bellator. Han er i Danmark mest kendt for at have besejret, danske Nicolas Dalby via enstemmig afgørelse, den 10. april 2016 på UFC Fight Night 86, hvor han erstattede Bartosz Fabiński. 

## Baggrund
Cummings blev født i Irving i Texas og flyttede til Springfield, Missouri i en alder af tre. Efter at have startet til brydning i sjette klasse gik han på Glendale High School, hvor han konkurrerede i brydning, samt fodbold, baseball og basketball. Han kvalificerede sig til de nationale mesterskaber og han gik senere på Maremec Community College hvor han to-gange kvalificerede sig til NJCAA. På grund af en skade blev Cummings overført til Missouri State University for at afslutte sin uddannelse, med hovedfag i motion og bevægelsesvidenskab. Det var omkring dette tidspunkt, at han begyndte at træne MMA, og opbyggede en rekordliste på 6-0 som amatør, inden han blev professionel.  

## MMA-karriere

### Tidlig karriere
Cummings fik sin professionelle MMA-debut i november 2007. Han var ubesejret i det første halvandet år af sin karriere, hvor han opbyggede en rekordliste på 10-0 i løbet af denne periode med et flertal af sine sejre via TKO eller submission.
Denne imponerende sejrstime gav ham en mulighed for at komme i Strikeforce. Han mødte Tim Kennedy i hovedkampen på Strikeforce Challengers 3, men tabte via submission i anden omgang. 
Efter Strikeforce, kæmpede Cummings for forskellige uafhængige organisationer og havde en optræden på Bellator Fighting Championships. Han tilføjede 5 sejre og 2 nederlag til sin rekordliste i løbet af denne periode.

### The Ultimate Fighter
I januar 2013 blev det afsløret, at Cummings var en af deltagerne i The Ultimate Fighter: Team Jones vs. Team Sonnen.  Han vandt sin første kamp mod Nik Fekete, hurtigt påTKO med den første slag han slog. Cummings blev udvalgt af Sonnen som sit tredje valg (fem i alt). 
Cummings mødte Dylan Andrews i elimineringsrunden. Han tabte via en flertalsafgørelse. 

### Ultimate Fighting Championship
Cummings fik sin debut mod Ben Alloway den 28. august 2013 på UFC Fight Night: Condit vs. Kampmann 2.  Han vandt kampen via sumbission i første omgang. Sejren tildelte ham ligeledes hans første Submission of the Night bonuspris. 
Cummings skulle have mødt Sérgio Moraes den 30. november 2013 på The Ultimate Fighter 18 Finale. Cummings og Moraes måtte dog trække sig ud af begivenheden på grund af skader og blev erstattet af henholdsvis Sean Spencer og Drew Dober.  
Cummings skulle have mødt UFC-nykommeren Alberto Mina den 1. marts 2014 på The Ultimate Fighter China Finale.  Imidlertid vejede Cummings ind 8 pund over vægtgrænsen op til kampen. Via råd fra sine træner ville Mina ikke kæmpe mod ham i en catchweightkamp, så kampen blev aflyst fra arrangementet. 
Cummings mødte Yan Cabral den 10. maj 2014 på UFC Fight Night 40.  Han vandt kampen via enstemmig afgørelse.
Cummings var kort tilknyttet en kamp mod Kenny Robertson den 16. juli 2014 på UFC Fight Night 45.  Cummings blev imidlertid trukket fra kampen på grund af et matchup mod Gunnar Nelson den 19. juli 2014 på UFC Fight Night 46, efter at hans modstander Ryan LaFlare blev fjernet fra kortet.  Han tabte kampen via rear-naked choke submission.
Cummings skulle have mødt Antônio Braga Neto den 25. juli 2015 påUFC på Fox 16.  Men Braga Neto trak sig ud af kampen i begyndelsen af juli og blev erstattet af UFC-nykomneren Dominique Steele.  Cummings vandt kampen på TKO i første omgang. 
Cummings mødte danske Nicolas Dalby den 10. april 2016 på UFC Fight Night 86, hvor han erstattede Bartosz Fabiński.  Han vandt kampen via enstemmig afgørelse. 
Cummings mødte Santiago Ponzinibbio den 6. august 2016 på UFC Fight Night 92.  Han tabte kampen via enstemmig afgørelse. 
Cummings mødte Alexander Yakovlev på UFC Fight Night 99 den 19. november 2016. Han vandt kampen ved submission i anden omgang. 
Cummings mødte Nathan Coy den 15. april 2017 på UFC på Fox 24 .  Han vandt kampen via teknisk submission via guillotine choke i første omgang. 
Cummings skulle have mødt Thiago Alves den 14. januar 2018 på UFC Fight Night: Stephens vs. Choi.  Den 13. januar 2018 blev det meddelt, at Cummings skadede sin kranie efter at have faldet i sit badeværelse og kampen mod Alves blev aflyst, da der ikke skulle søges erstatningsmodstander. 
Cummings mødte Michel Prazeres den 19. maj 2018 på UFC Fight Night 129.  Han tabte en lige kamp via delt afgørelse. 
Cummings mødte Trevor Smith den 15. december 2018 på UFC på Fox 31.  Han vandt kampen via enstemmig afgørelse. 
Cummings mødte Trevin Giles den 18. maj 2019 på UFC Fight Night 152.  Han vandt kampen via guillotine choke submission i tredje omgang. 

## Mesterskaber og præstationer
- Ultimate Fighting Championship
  - Submission of the Night (1 gang) vs. Ben Alloway
- Midwest Cage Championships
  - MCC Middleweight Championship (1 gang)

## MMA-rekordliste
| Professionel rekordliste |          |            |
| 29 kampe                 | 23 sejre | 6 nederlag |
| Ved knockout             | 5        | 0          |
| Ved submission           | 12       | 2          |
| Ved afgørelse            | 6        | 4          |